# Elimia edgariana
Elimia edgariana är en snäckart som först beskrevs av I. Lea 1841.  Elimia edgariana ingår i släktet Elimia och familjen Pleuroceridae. Inga underarter finns listade i Catalogue of Life.